# Cylicomorpha solmsii
Cylicomorpha solmsii är en tvåhjärtbladig växtart som först beskrevs av Ignatz Urban, och fick sitt nu gällande namn av Ignatz Urban. Cylicomorpha solmsii ingår i släktet Cylicomorpha, och familjen Caricaceae. Inga underarter finns listade i Catalogue of Life.